# Niort
Niort è un comune francese di 58 966 abitanti capoluogo del dipartimento delle Deux-Sèvres nella regione della Nuova Aquitania. È un mercato agricolo di rilevanza non solo regionale (soprattutto di ortaggi) e importante centro industriale.
I suoi abitanti si chiamano Niortais. Il nome latino della città era Novioritum.

## Storia

### Simboli
Lo stemma comunale si blasona:
Ornamenti esteriori: lo scudo è timbrato da un elmo d'argento decorato d'oro, posto di fronte, graticolato di sette pezzi, stretto da un cercine con lambrecchini dei colori di Francia, cimato da tre piume di struzzo d'argento. È sostenuto da due uomini selvatici con la testa rivoltata d'argento, con i capelli e le cinture di fogliame d'oro, tenenti ciascuno una clava dello stesso, quello di destra in palo lungo il fianco destro, il braccio sinistro appoggiato piegato sullo scudo, quello di sinistra con la clava sulla spalla sinistra attraversante sui lambrecchini, il braccio destro appoggiato piegato sullo scudo. Il tutto posto su un racemo d'oro e d'argento dai risvolti d'azzurro.
Il seminato di gigli sarebbe quello che Giovanni di Valois, duca di Berry, portava sul suo emblema. Più tardi, nel 1372, i cittadini di Niort che aiutarono Bertrand du Guesclin a scacciare lo straniero dalla città, avrebbero ricevuto questa concessione reale, e nel 1393 fecero scolpire questo stemma sulla torre civica del municipio.

Il 20 ottobre 1813, Napoleone concesse alla città di Niort un nuovo stemma d'azzurro alla torre d'argento fiancheggiata da due guanti d'oro; al quartier franco di Città di seconda classe che era d'azzurro caricato di una N d'oro, sormontata da una stella raggiante dello stesso.

Il maschio ricorda le due torri quadre del dongione di Niort che Enrico II d'Inghilterra fece costruire nel 1158. Le onde in punta evocano la Sèvre Niortaise che scorre ai piedi del castello.

Lo scudo è timbrato da un elmo da cavaliere a ricordare che il sindaco e i funzionari (échevin) di Niort furono insigniti della nobiltà ereditaria. I due selvaggi sarebbero un riferimento alla passione che il duca di Berry aveva per questo travestimento che utilizzava spesso nei balli in maschera, comuni all'inizio del Medioevo, come il tristemente famoso Ballo degli Ardenti del 1393. All'epoca della scoperta del Canada questi tenenti furono sostituiti da due nativi irochesi, ma questa rappresentazione fu presto abbandonata per ripristinare i due selvaggi.

## Amministrazione

### Cantoni
Fino al 2014 il territorio comunale della città di Niort era suddiviso in tre cantoni:
- Cantone di Niort-Est
- Cantone di Niort-Nord
- Cantone di Niort-Ovest

A seguito della riforma approvata con decreto del 18 febbraio 2014, che ha avuto attuazione dopo le elezioni dipartimentali del 2015, il territorio comunale della città di Niort è stato suddiviso in tre nuovi cantoni:
- Cantone di Niort-1: comprende parte della città di Niort
- Cantone di Niort-2: comprende parte della città di Niort
- Cantone di Niort-3: comprende parte della città di Niort

nessun altro comune è compreso nei tre cantoni.

### Gemellaggi
Niort è gemellata con:
- Atakpamé, dal 1958[5]
- Coburgo, dal 1974[6]
- Wellingborough, dal 1977
- Springe, dal 1979
- Tomelloso, dal 1981
- Gijón, dal 1982
- Biała Podlaska, dal 1995

## Società

### Evoluzione demografica
Abitanti censiti

## Sport
Il Chamois Niort FC è la principale società calcistica locale. Attualmente milita nel  Championnat National, la terza serie del campionato di calcio francese.